# Neurofibromatosis tipo 1
La neurofibromatosis tipo 1 o enfermedad de von Recklinghausen (también denominada NF-1) es una enfermedad compleja multisistema causada por la mutación de un gen en el cromosoma 17 que es responsable de la producción de la proteína neurofibromina 1 que es necesaria para el normal funcionamiento en muchos tipos de células humanas. La NF-1 causa tumores a lo largo del sistema nervioso que pueden crecer en cualquier parte del cuerpo. La NF-1 es uno de los trastornos genéticos más comunes y se da independientemente de la raza o el sexo de la persona. NF-1 es un trastorno autosómico dominante, lo que significa que la mutación o eliminación de un alelo del gen NF1 es suficiente para el desarrollo de NF-1, aunque la presentación clínica de la enfermedad es muy variable.
NF-1 es una enfermedad del desarrollo producida por mutaciones en la línea germinal en el gen de la neurofibromina, que está involucrado en la vía RAS (es por tanto una rasopatía). Debido a su rareza y al hecho de que el diagnóstico genético se ha utilizado solo en los últimos años, en el pasado el NF-1 se confundió en algunos casos con el Síndrome de Legius, que cursa con síntomas vagamente similares, incluidas las manchas café con leche.
NF-1 es una enfermedad específica de la edad; la mayoría de los signos de NF-1 son visibles después del nacimiento (durante la infancia), pero muchos síntomas de NF-1 aparece a medida que la persona envejece y tiene cambios hormonales. NF-1 se conocía anteriormente como la enfermedad de von Recklinghausen, en honor al investigador Friedrich Daniel von Recklinghausen, quien documentó por primera vez el trastorno.
La gravedad de NF-1 varía ampliamente y se desconocen las causas de que un paciente tenga un caso leve o severo. Incluso dentro de la misma familia (ya que existe un 50% de posibilidades de que un padre transmita la condición a su descendencia), los niveles de gravedad pueden variar enormemente. Sin embargo, el 60% de las personas con NF-1 tienen casos leves, con pocos síntomas que tienen muy poco efecto en su vida cotidiana. El 20% de los pacientes con NF-1 tienen casos moderados, con varios síntomas que tienen poco más que efectos cosméticos. El otro 20% tiene casos graves con varios síntomas que afectan la calidad de vida de la persona. Incluso en este último grupo, los síntomas rara vez ponen en peligro la vida.

## Signos y síntomas

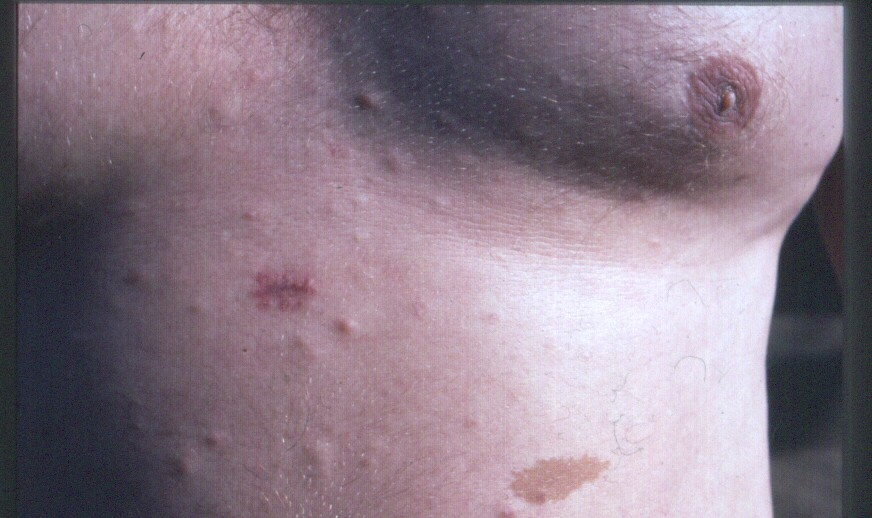
Persona con múltiples neurofibromas pequeños en la piel y una mancha café con leche (parte inferior de la foto, a la derecha). Se ha tomado una biopsia de una de las lesiones.

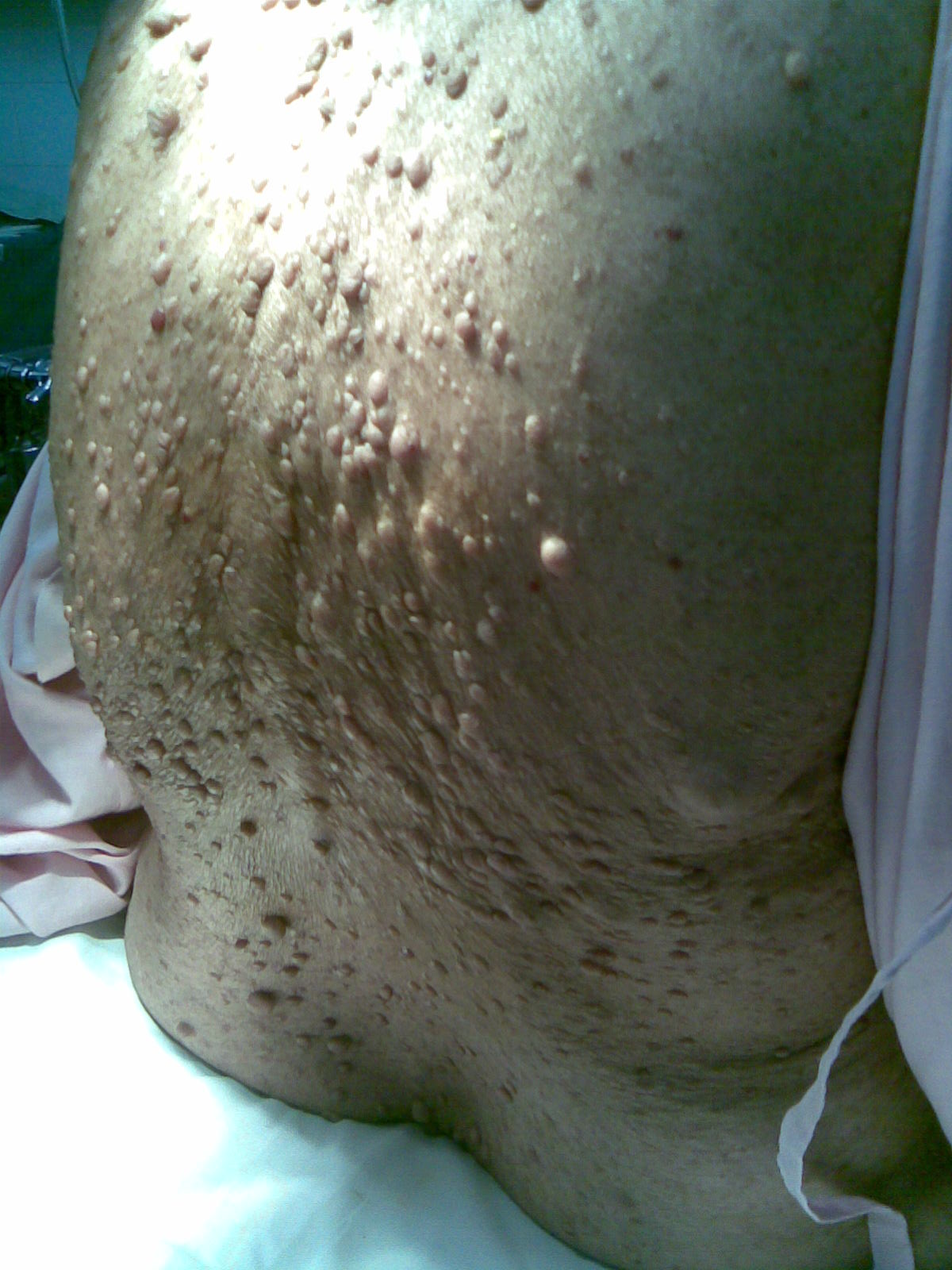
Espalda de una anciana con NF-1.

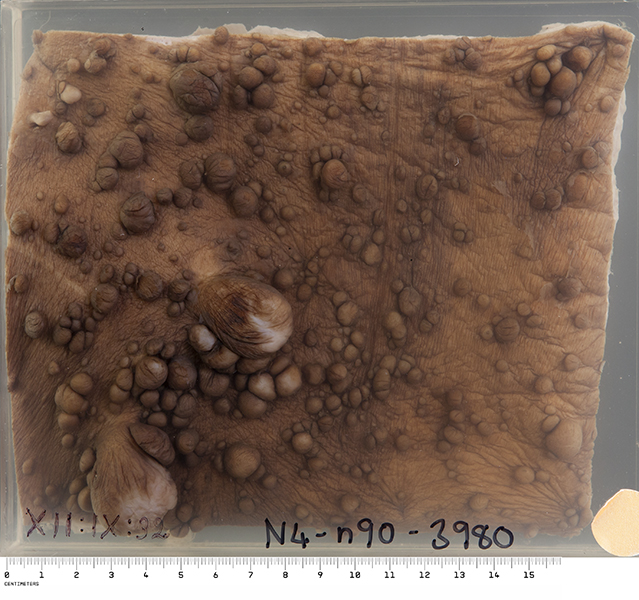
Neurofibromas múltiples (enfermedad de Von Recklinghausen).

Los síntomas de la neurofibromatosis tipo 1 son los siguientes. Se han incluido en la medida de lo posible el rango de edad en los que aparecen y sus complicaciones. La progresión de la condición es aproximadamente la siguiente:
1. Los trastornos musculoesqueléticos congénitos pueden o no estar presentes.
2. Se pueden observar afecciones cutáneas en la primera infancia.
3. Pueden surgir pequeños tumores en la retina que finalmente pueden conducir a la ceguera. Además, los nódulos de Lisch pueden crecer en el iris, pero estos son inofensivos.
4. Pueden surgir problemas de aprendizaje en niños en edad preescolar.
5. Los neurofibromas pueden ocurrir y algunas veces pueden causar muchas afecciones neurológicas dependientes y desfiguración cutánea y esquelética.
6. La depresión y la ansiedad social pueden ocurrir como resultado de discapacidades causadas por la afección.
7. Los neurofibromas pueden en el 8-13 % de los casos, la transición al cáncer, que puede ser mortal.[8]

### Trastornos musculoesqueléticos
Las anomalías musculoesqueléticas que afectan al cráneo incluyen displasia ósea esfenoidal, hidrocefalia congénita y deterioro neurológico asociado. Estas anormalidades no son progresivas y pueden diagnosticarse en el feto o al nacer.
Los trastornos que afectan la columna vertebral incluyen: 
- Puede haber una anormalidad generalizada de los tejidos blandos en el feto, lo que se conoce como displasia mesodérmica, lo que resulta en un mal desarrollo de las estructuras esqueléticas.[7]
- La ectasia dural puede conducir al festoneado de los cuerpos vertebrales y la formación de divertículos quísticos de la duramadre, llamados Meningoceles.
- La escoliosis focal y la cifosis son las manifestaciones esqueléticas más comunes de NF-1, que ocurren en el 20 % de los pacientes afectados. Aproximadamente el 25 % de los pacientes requerirán cirugía correctiva.

#### Debilidad del músculo esquelético y déficit de control motor
Los déficits en la función motora en NF-1 se conocen desde hace mucho tiempo y se han atribuido históricamente a la disfunción nerviosa. En los últimos años, algunos estudios han sugerido que NF-1 se asocia con un problema primario en la función muscular (miopatía).
Los hallazgos clínicos en personas con NF-1 incluyen:
- Tamaño reducido del músculo esquelético.
- Capacidad de realizar ejercicio reducida.
- Debilidad muscular (el estudio más reciente informa de una reducción de entre 30 % y el 50 % de la fuerza muscular en las extremidades superiores e inferiores en niños con NF-1 en comparación con los controles).[11]

Los estudios en ratones genéticamente modificados han confirmado hasta ahora que el gen NF1 es vital para el desarrollo muscular y el metabolismo normal. La desactivación del gen NF1 en el músculo da como resultado un metabolismo lipídico disregulado y debilidad muscular.
NF-1 es una enfermedad de la familia de las rasopatías, que incluyen el síndrome de Costello, el síndrome de Noonan y el síndrome cardiofaciocutáneo. Las rasopatías también se presentan con debilidad del músculo esquelético. Es probable que la función muscular alterada en estos trastornos esté relacionada con la señalización alterada de las vías Ras y MAPK; sin embargo, los mecanismos moleculares precisos siguen siendo desconocidos.

#### Huesos faciales y extremidades
- Este tipo de neurofibromatosis puede producir que un hueso largo con tendencia a fracturarse y no curar, lo que resulta en una seudoartrosis. El hueso que se ve afectado más comúnmente es la tibia, lo que causa seudoartrosis congénita de la tibia y ocurre en entre el 2 % al 4 % de las personas con NF-1. El tratamiento incluye la amputación o corrección de extremidades mediante el método Ilizarov como técnica de preservación de las extremidades.[11][7]
- Malformación de los huesos faciales o de las cuencas de los ojos (defectos de la sutura lambdoidea y displasia esfenoidal).
- Sobrecrecimiento unilateral de una extremidad. Cuando un neurofibroma plexiforme se manifiesta en una pierna o brazo, causará un aumento de la circulación sanguínea colateral y, por lo tanto, puede acelerar el crecimiento de la extremidad. Esto puede causar una considerable diferencia de longitud entre las extremidades izquierda y derecha. Para igualar la diferencia durante la infancia, hay una cirugía ortopédica llamada epifisiodesis, donde se detiene el crecimiento en la placa epifisaria. Se puede realizar en un lado del hueso para ayudar a corregir una deformidad angular, o en ambos lados para detener el crecimiento de ese hueso por completo. La cirugía también debe planificarse cuidadosamente con respecto al tiempo, ya que no es reversible. El objetivo es que las extremidades tengan una longitud casi igual al final del crecimiento.[14]

### Trastornos en la piel
- Las lesiones planas pigmentadas de la piel llamadas manchas café con leche, son lesiones hiperpigmentadas que pueden variar en color de marrón claro a marrón oscuro; Los bordes pueden ser lisos o irregulares. Estas manchas pueden crecer desde el nacimiento y continuar creciendo a lo largo de la vida de las personas. Pueden aumentar de tamaño y número durante la pubertad y durante los embarazos.[14][15]
- Pecas en las axilas o región inguinal .
- Neurofibroma dérmico, que se manifiesta como protuberancias gomosas firmes o únicas de varios tamaños en la piel de una persona. La edad de inicio es la pubertad. Progresivo en número y tamaño. No es maligno. Se puede tratar con láser de CO2 o mediante la extracción quirúrgica.[16][17]

### Trastornos en el globo ocular
- Imagen de un libro de 1883 Nódulos de Lisch en el iris.

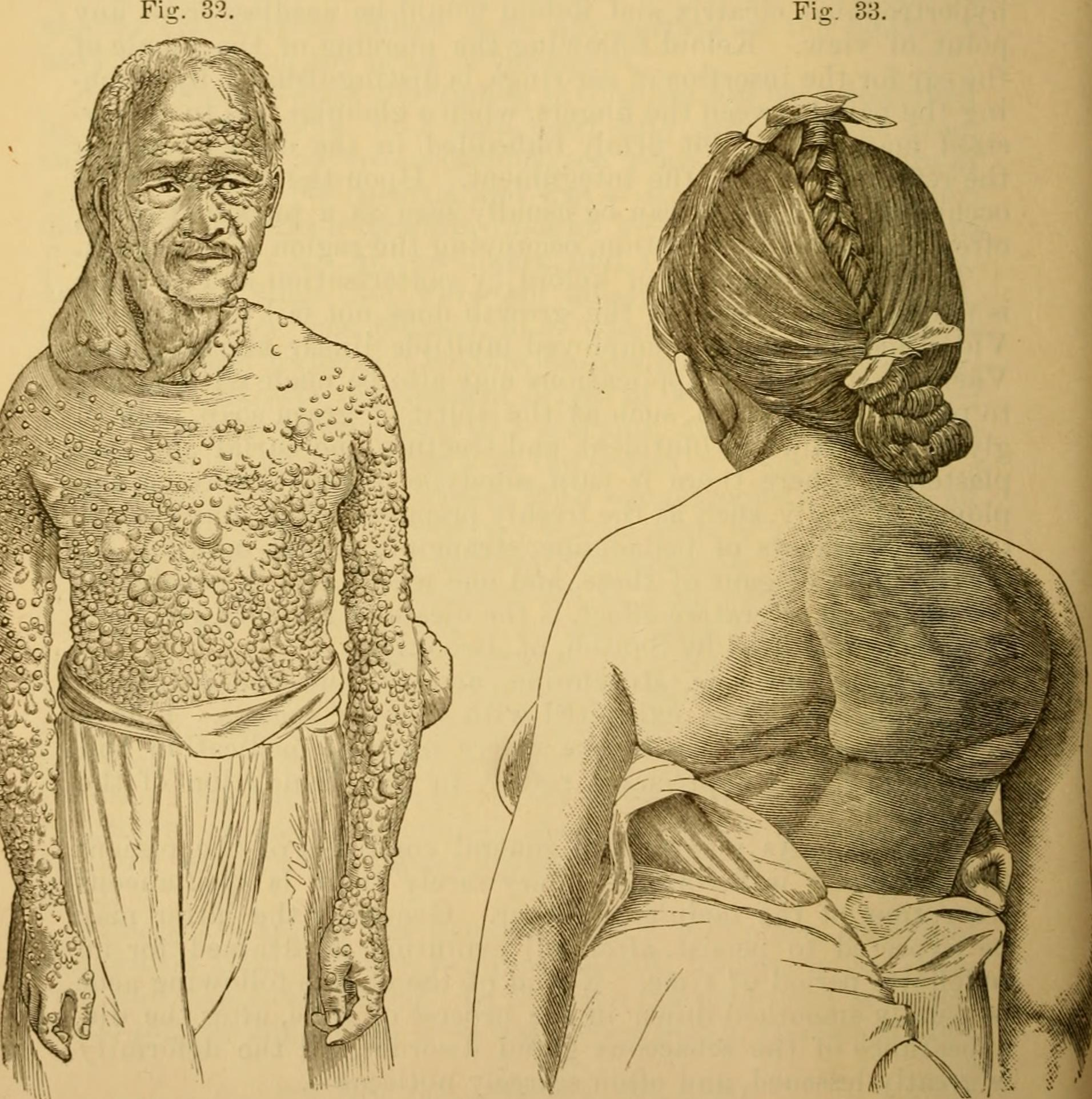
Imagen de un libro de 1883

- Los gliomas ópticos a lo largo de uno o ambos nervios ópticos o en el quiasma. Pueden causar abultamiento de los ojos, movimiento ocular involuntario, entrecerrar los ojos y / o pérdida de la visión. El tratamiento puede incluir cirugía, radiación y corticoesteroides o quimioterapia (en niños).[18]

### Trastorno del desarrollo neuroconductual
La complicación más común en pacientes con NF-1 es la discapacidad cognitiva y de aprendizaje. Se ha demostrado que estos problemas cognitivos están presentes en aproximadamente el 90 % de los niños con NF-1 y tienen efectos significativos en su escolarización y vida cotidiana. Se ha demostrado que estos problemas cognitivos son estables en la edad adulta y no empeoran a diferencia de algunos de los otros síntomas físicos de NF-1. Los problemas cognitivos más comunes son con la percepción, el funcionamiento ejecutivo y la atención. Los trastornos incluyen:
- Se ha demostrado que el autismo está presente en aproximadamente entre el 10% al 40% de los pacientes con NF-1.[21]
- Se ha demostrado que el trastorno por déficit de atención con hiperactividad está presente en aproximadamente el 38 % de los niños con NF-1.
- También se han identificado retrasos en el habla y el lenguaje en aproximadamente el 68 % de los niños en edad preescolar con NF1.[22]
- Los déficits motores son comunes. Los déficits motores debido a NF-1 probablemente no sean de origen cerebelosos.[23]
- Déficit espacial. La lovastatina, normalmente utilizada para tratar la hipercolesterolemia, se encuentra actualmente en la fase uno del ensayo clínico para el tratamiento de este déficit. Se ha demostrado que este medicamento es efectivo en ratones. La simvastatina, un medicamento similar a la lovastatina, no mostró beneficio en la función cognitiva o el comportamiento en dos ensayos controlados aleatorios en niños con NF1.[24][25]

### Trastornos del sistema nervioso
Los trastornos neurológicos primarios en NF-1 implican al sistema nervioso periférico, y secundariamente del sistema nervioso central. La schwannomatosis es una condición rara definida por la presencia de múltiples tumores benignos de nervios que con frecuencia son muy dolorosos. Además del dolor, la debilidad es un problema común. Los síntomas generalmente comienzan a temprana edad o a mediana edad.

#### Sistema nervioso periférico

##### Neurofibroma
Un neurofibroma es una lesión del sistema nervioso periférico. Su linaje celular es incierto y puede derivar de células de Schwann, otras líneas celulares perineurales o fibroblastos. Los neurofibromas pueden surgir esporádicamente o en asociación con NF-1. Un neurofibroma puede surgir en cualquier punto a lo largo de un nervio periférico. Se han estudiado varios medicamentos para tratar esta afección.
Las condiciones de neurofibroma son progresivas e incluyen: 
- Neurofibroma plexiforme: a menudo congénito. Las lesiones están compuestas por láminas de tejido neurofibromatoso que pueden infiltrarse y encerrar nervios principales, vasos sanguíneos y otras estructuras vitales. Estas lesiones son difíciles y a veces imposibles de resecar rutinariamente sin causar ningún daño significativo a los nervios y tejidos circundantes. Sin embargo, la intervención temprana puede ser beneficiosa: un estudio de 2004 en Alemania concluyó que «la intervención quirúrgica temprana de pequeños PNF superficiales no es complicada, sin carga incluso para los jóvenes y permite la resección total de los tumores. Puede considerarse como una estrategia preventiva para desfiguraciones posteriores y déficits funcionales»[27][28]. No obstante, no siempre es posible lograr una resección completa de los mismos[29]
- Neurofibroma solitario, que afecta al 8-12 % de los pacientes con NF-1. Esto ocurre en un tronco nervioso profundo. Diagnóstico por imagen transversal (p. ej., Tomografía computarizada o resonancia magnética) como un agrandamiento fusiforme de un nervio.
- Schwannomas, tumores periféricos de la vaina nerviosa que se observan con mayor frecuencia en NF-1. La principal distinción entre un schwannoma y un neurofibroma solitario es que un schwannoma puede resecarse mientras se preserva el nervio subyacente, mientras que la resección de un neurofibroma requiere el sacrificio del nervio subyacente.
- Neurofibroma de la raíz nerviosa.
- Los huesos, especialmente las costillas, pueden desarrollar erosiones crónicas (hoyos) por la presión constante del neurofibroma adyacente o el schwannoma. Del mismo modo, el agujero neural de la columna vertebral puede ensancharse debido a la presencia de un neurofibroma de raíz nerviosa o schwannoma. La cirugía puede ser necesaria cuando los tumores relacionados con NF-1 comprimen órganos u otras estructuras.[28]

##### Tumor de la vaina nerviosa

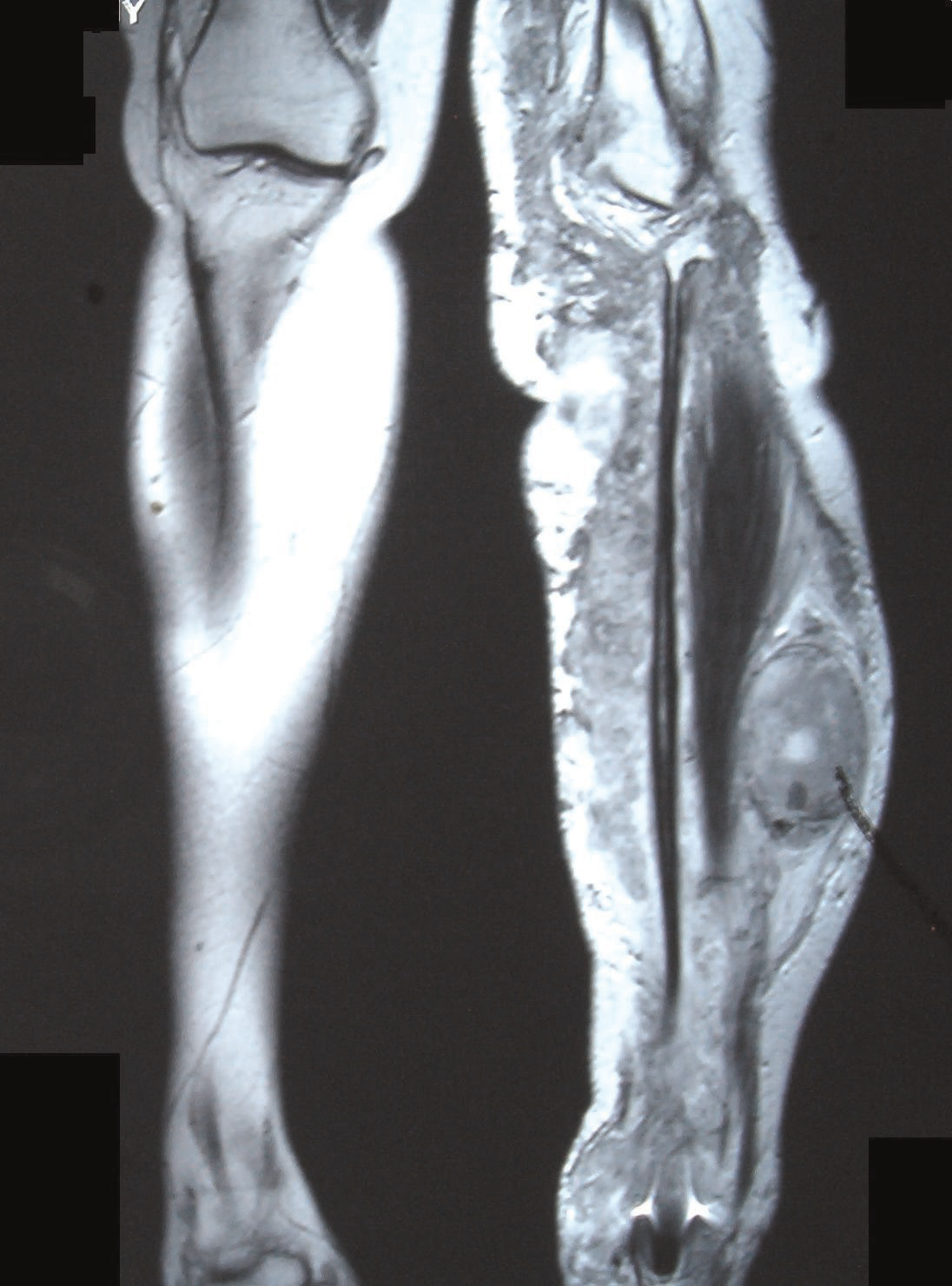
Imagen de resonancia magnética que muestra un tumor maligno de la vaina del nervio periférico en la tibia izquierda en la neurofibromatosis tipo 1.

- Dolor crónico, entumecimiento o parálisis debido a un tumor periférico de la vaina del nervio.

##### Otras complicaciones
- Anomalías de la arteria renal, feocromocitoma e hipertensión crónica asociada.
- Schwannoma
- Fibromas plexiformes
- Glioma óptico
- Epilepsia

#### Sistema nervioso central

##### Epilepsia
- Ocurrencia: se han reportado ataques epilépticos en hasta el 7 % de pacientes con NF-1.[30]
- Diagnóstico: electroencefalograma, resonancia magnética, tomografía computarizada, SPECT y PET.
- Etiología: debido a tumores cerebrales, malformación cortical o esclerosis mesial temporal.
- Tratamiento: terapia farmacológica (efectiva en un 57 % y resistente en el 29 %).[14][30]

##### Tumores gliales
Intracranealmente, los pacientes con NF-1 tienen una predisposición a desarrollar tumores gliales del sistema nervioso central, principalmente: 
- Del nervio óptico gliomas y ceguera asociada.[31]
- Astrocitoma

##### Degeneración focal de la mielina
Otra manifestación del NF-1 en el SNC es el llamado «objeto brillante no identificado» o UBO, que es una lesión que tiene una señal aumentada en una secuencia T2 de un examen de resonancia magnética del cerebro. Estos UBO se encuentran típicamente en el pedúnculo cerebral, protuberancia, mesencéfalo, globo pálido, tálamo y radiaciones ópticas. Su identidad exacta sigue siendo un poco misteriosa, ya que desaparecen con el tiempo (generalmente, a los dieciséis años), y no suelen ser biopsiados o resecados. Pueden representar una porción de degeneración focal de la mielina.

##### Ectasia dural
Dentro del SNC, el NF-1 se manifiesta con una debilidad de la duramadre, que es la cubierta resistente del cerebro y la médula espinal. La debilidad de la duramadre conduce a la ectasia dural por agrandamiento focal debido a la exposición crónica a la presión del LCR. 
La acetazolamida se ha mostrado prometedora como tratamiento para esta afección. 

### Trastornos emocionales y conductuales
Los niños y adultos con NF-1 pueden experimentar problemas sociales, problemas de atención, ansiedad social, depresión, abstinencia, problemas de pensamiento, quejas somáticas, problemas de aprendizaje y comportamiento agresivo. Los tratamientos incluyen psicoterapia, antidepresivos y terapia cognitivo-conductual.

### Cáncer
El cáncer puede surgir en forma de tumor maligno de la vaina del nervio periférico resultante de la degeneración maligna de un neurofibroma plexiforme.
- Frecuencia: un neurofibroma plexiforme tiene un riesgo de por vida de 8 a 12% de transformación en un tumor maligno.[34]
- Diagnóstico: Resonancia magnética.
- Tratamiento: cirugía (principalmente) o radioterapia.
- Mortalidad: El tumor maligno de la vaina del nervio fue la principal causa de muerte (60 %) en un estudio de 1895 pacientes con NF-1 de Francia en el período 1980-2006 que indicó un exceso de mortalidad en pacientes con NF-1 en comparación con la población general.[35] La causa de la muerte estaba disponible para 58 (86,6 %) pacientes. El estudio encontró que el exceso de mortalidad ocurrió entre pacientes de diez a cuarenta años. Se encontró un exceso de mortalidad significativo tanto en hombres como en mujeres.[1]

## Causas

### Gen de la neurofibromina 1
NF-1 es un síndrome de microdeleción causado por una mutación de un gen ubicado en el segmento cromosómico 17q11.2 en el brazo largo del cromosoma 17 que codifica una proteína conocida como neurofibromina 1 (que no debe confundirse con el trastorno en sí) que juega un papel en la señalización celular El gen de la neurofibromina 1 es un regulador negativo de la vía de transducción de señales del oncogén Ras. Estimula la actividad GTPasa de Ras. Muestra mayor afinidad por el activador 1 de la proteína RAS p21, pero menor actividad específica. El ARNm para este gen está sujeto a la edición de ARN (CGA -> UGA-> Arg1306Term), lo que resulta en la terminación prematura de la traducción. Alternativamente, se ha descrito empalme alternativo que codifica diferentes isoformas para este gen.
En 1989, mediante análisis de enlaces y cruces, la neurofibromina se localizó en el cromosoma 17. Fue localizado por casualidad en el brazo largo del cromosoma 17 cuando los investigadores descubrieron intercambios cromosómicos entre el cromosoma 17 con el cromosoma 1 y 22.  Este intercambio de material genético supuestamente causó una mutación en el gen de la neurofibromina, lo que produjo el fenotipo NF1. Dos tipos de microdeleción recurrente con puntos de interrupción de microdeleción ubicados en regiones parálogas que flanquean el gen NF1 (NF1-REP-a proximal y NF1-REP-c distal para la microdeleción tipo 1 de 1.4 Mb, y SUZ12 y SUZ12P para la microdeleción de tipo 2 de 1.2 Mb) se encuentran en la mayoría de los casos.

#### Estructura
El gen de la neurofibromina pronto fue secuenciado y se encontró que tenía 350 000 pares de bases de longitud. Sin embargo, la proteína tiene 2818 aminoácidos, lo que sugiere que se produce empalme alternativo. Por ejemplo, el exón 9a, 23a y 48a se expresan en las neuronas del cerebro anterior, los tejidos musculares y las neuronas adultas, respectivamente.
Los estudios de homología han demostrado que la neurofibromina es un 30 % similar a las proteínas de la familia de la proteína activadora de GTPasa (GAP). Esta secuencia homóloga se encuentra en la porción central de neurofibromina y es similar a la familia GAP como un regulador negativo de la Ras quinasa.
Además, al ser una proteína tan grande, se han identificado dominios más activos de la proteína. Uno de estos dominios interactúa con la proteína adenilil ciclasa, y un segundo dominio con la proteína mediadora de la respuesta de colapsina. Juntos, probablemente con dominios aún por descubrir, la neurofibromina regula muchas de las vías responsables de la proliferación celular hiperactiva, problemas de aprendizaje, defectos esqueléticos y juega un papel en el desarrollo neuronal.

### Herencia y mutación espontánea

NF-1 se hereda de forma autosómica dominante, aunque también puede surgir debido a una mutación espontánea.

El gen mutante se transmite con un patrón de herencia autosómico dominante, pero hasta el 50 % de los casos de NF-1 surgen debido a una  mutación espontánea. La incidencia de NF-1 es de aproximadamente 1 de cada 3500 nacidos vivos.

### Condiciones médicas relacionadas
Las mutaciones en el gen NF1 se han relacionado con NF-1, leucemia mielomonocítica juvenil y síndrome de Watson. Una condición con una mutación genética diferente pero donde aparecen manchas similares a las manchas café con leche es el síndrome de Legius, causado por una mutación en el gen SPRED1.

## Diagnóstico

### Pruebas prenatales
Las pruebas prenatales pueden usarse para identificar la existencia de NF-1 en el feto. Para los embriones producidos mediante la fecundación in vitro, es posible mediante el diagnóstico genético preimplantacional.
Se pueden utilizar muestras de vellosidades coriónicas o amniocentesis para detectar NF-1 en el feto.     
Las personas con NF-1 tienen un 50 % de posibilidades de transmitir el trastorno a sus hijos, pero se puede tener un hijo nacido con NF-1 cuando los padres no lo tienen. Esto se debe a una mutación espontánea en los genes del embrión.

### Pruebas postnatales
Existen criterios específicos para el diagnóstico de NF-1. Dos de estas siete "características clínicas cardinales" son necesarias para el diagnóstico positivo. Existen tablas para el diagnóstico diferencial de NF1, NF2 y schwannomatosis.
- Seis o más manchas café con leche de más de 5 mm en individuos prepuberales y mayores de 15 mm tras la pubertad. Hay que tener en cuenta que las manchas múltiples de café con leche por sí solas no constituyen un diagnóstico definitivo de NF-1, ya que estas manchas pueden ser causadas por una serie de otras condiciones.[49]
- Dos o más neurofibromas de cualquier tipo o un neurofibroma plexiforme.
- Pecas en la axila (signo de Crowe) o en regiones inguinales.
- Glioma óptico.
- Dos o más nódulos de Lisch (hamartomas pigmentados del iris).
- Una lesión ósea característica como la displasia esfenoidal o el adelgazamiento de la cortical de los huesos largos, con o sin seudoartrosis.
- Un pariente de primer grado (padre, hermano o descendencia) con NF-1 según los criterios anteriores.

## Tratamiento
No hay cura para el trastorno. En cambio, las personas con neurofibromatosis son seguidas por un equipo de especialistas para controlar los síntomas o complicaciones.

## Pronóstico
NF-1 es una enfermedad degenerativa y diversa, lo que hace que el pronóstico sea difícil de predecir. Las mutaciones del gen NF-1 manifiestan el trastorno de manera diferente incluso entre personas de la misma familia. Este fenómeno se llama expresividad variable. Por ejemplo, algunas personas no tienen síntomas, mientras que otras pueden tener una manifestación que sea más severa.
Para muchos pacientes con NF-1, una preocupación principal es la desfiguración causada por neurofibromas cutáneos, las lesiones pigmentadas y las anormalidades ocasionales de las extremidades. Sin embargo, hay muchas complicaciones más graves causadas por NF-1, aunque la mayoría de ellas son bastante raras. Muchos pacientes con NF viven vidas perfectamente normales e ininterrumpidas.

## Trastornos psicológicos y del neurodesarollo
Además de las manifestaciones físicas, los pacientes con NF1 presentan un alto riesgo de desarrollar trastornos del neurodesarrollo, lo que da como consecuencia dificultades en el aprendizaje, en la atención y otros problemas como los conductuales o sociales.    Algunos estudios han demostrado que los niños con NF1 son particularmente propensos a ser afectados por condiciones como el Trastorno por Déficit de Atención e Hiperactividad (TDAH) o el Trastorno del Espectro Autista (TEA), así como de desarrollar trastornos psicológicos como trastornos de ansiedad o depresión, lo que destaca la importancia de una evaluación y atención multidisciplinarias en estos pacientes.

### Autismo en la neurofibromatosis tipo 1
Un número significativo de niños con NF-1 presenta síntomas a menudo asociados con el TEA, y estos síntomas pueden interferir con algunas funciones de la vida diaria. Estos pueden incluir problemas con la flexibilidad y las transiciones, comportamientos repetitivos, dificultades en la comunicación social, conciencia social y problemas con la flexibilidad.Varios estudios recientes han demostrado un deterioro general en el funcionamiento social en varios dominios, así como un aumento sustancial en la incidencia de TEA clínico basado en evaluaciones diagnósticas de criterio estándar: aproximadamente entre el 25% y el 40% de las personas con NF1, un número considerablemente más elevado que la tasa del 1% al 2% de TEA observada en la población general.
Algunos estudios han concluido que existen diferencias sutiles pero significativas en la sintomatología del TEA en la NF1 respecto al autismo poligénico. Entre estas diferencias se destacan un mejor contacto visual, menos comportamientos repetitivos y manierismos autistas más severos en comparación con individuos con TEA no sindrómico así como mejores habilidades en el lenguaje. Más del 90% de los niños con TEA + NF1 presenta dificultades clínicamente relevantes para interpretar señales sociales en las interacciones, además de tener problemas con la comunicación social. 
Estudios muestran que las puntuaciones en base al reporte de los padres en las subescalas de manerismos autistas del cuestionario SRS fueron muy altas, con dos tercios de los niños NF1 + TEA puntuando en el rango de problemas graves.
Existen discrepancias entre los resultados dados por la evaluación por cuestionario a los padres (SRS) y las medidas de observación clínica (ADOS), lo sugiere que los comportamientos restringidos repetitivos son cualitativamente diferentes o no tan severos como en el autismo idiopático, de tal manera que no se detectan en el contexto de evaluación ADOS. 
En los ítems que miden la imaginación/creatividad, los niños con NF1 + TEA están tan afectados como el grupo de autismo y significativamente más afectados que los niños con TEA. Además, no se encontraron diferencias entre estos grupos en los ítems que miden la hiperactividad. Así como tampoco se encontró evidencia de diferencias entre los grupos en el ítem que mide la ansiedad, la cual es a su vez una característica de algunos trastornos genéticos, como el síndrome x frágil y el síndrome de Cornelia de Lange.
Es posible que, con menos comportamientos repetitivos observados y mejor contacto visual, estos niños no se presenten en la clínica como autismo idiopático y, por lo tanto, sean más propensos a ser pasados por alto por los clínicos. 
A diferencia del TEA idiopático, los hombres y mujeres parecen estar igualmente afectados, lo que sugiere una disminución del "efecto protector" femenino para los síntomas del TEA, similar a otras causas sindrómicas del TEA. 

### TDAH en la neurofibromatosis tipo 1
Los niños con NF1 pueden experimentar dificultades de comportamiento relacionadas con la falta de atención, impulsividad, hiperactividad e inflexibilidad. Algunos estudios establecieron que los criterios clínicos para diagnosticar el TDAH se encontraban entre el 23\% y el 50\% de los niños con NF1.Los niños con NF1 a veces pueden tener dificultades de atención sin hiperactividad ni problemas de comportamiento; en estos casos, los problemas de atención pueden pasar desapercibidos sin pruebas cognitivas formales, aunque algunos niños tienen problemas de atención que no son lo suficientemente graves como para un diagnóstico de TDAH aun así pueden requerir apoyo. 
En las personas con neurofibromatosis tipo 1 es común encontrar ciertas anomalías cerebrales llamadas hiperintensidades en T2 (en imágenes por resonancia magnética), las cuales se conocen como Objetos Brillantes No Identificados (UBOs) y estas hiperintensidades se localizan en áreas específicas del cerebro, como el cerebelo, el tronco encefálico, el tálamo y los ganglios basales, todos ellos involucrados en el procesamiento de señales motoras y funciones cognitivas. Algunas de esas áreas cerebrales también están involucradas en redes relacionadas con la atención. Específicamente, esas áreas afectadas están conectadas con el control de la flexibilidad cognitiva y la inhibición motora, funciones esenciales para la atención y el comportamiento, y se sabe que en el TDAH, esas redes presentan disfunciones.
El papel del TDAH en los déficits cognitivos de la NF1 sigue siendo discutido. Estudios sugieren que el TDAH explica solo parcialmente los problemas de atención en NF1, como la impulsividad, pero no otros déficits como el control cognitivo. Los niños con NF1 presentan dificultades en la planificación, la memoria de trabajo espacial y la inhibición de respuestas, independientes del TDAH, lo que sugiere que el impacto del TDAH en su atención y funciones ejecutivas es limitado.
Aunque la prevalencia del TDAH es importante en los estudios sobre cognición en la NF1, las comparaciones entre niños con NF1 y TDAH y aquellos sin TDAH no han demostrado diferencias claras. Esto genera confusión sobre cómo distinguir los efectos de la NF1 y el TDAH en la cognición. Además, centrarse en los síntomas de TDAH podría enmascarar problemas de atención que son específicos de la NF1.
Los resultados de tareas asignadas en un estudio que comparaba los grupos de NF1 + TDAH con niños con solo TDAH, sugieren que la NF1 + TDAH no es simplemente la suma de ambas condiciones, ni que el TDAH solo agrava los problemas de atención en la NF1. Estas diferencias son cualitativas más que cuantitativas, lo que respalda la idea de que algunos déficits son propios de la NF1 e independientes del TDAH. Además, ciertos problemas de atención, como la alerta intrínseca y la búsqueda visual entre distractores, pueden considerarse rasgos característicos de la NF1.

## En la cultura popular
En la película A Different Man, dirigida por Aaron Schimberg, tanto el protagonista Edward, interpretado por Sebastian Stan, como su rival, Oswald, interpretado por Adam Pearson, tienen neurofibromatosis.
En la novela The Covenant of Water de Abraham Verghese, la enfermedad de Von Recklinghausen (referida como "La Condición") es un elemento clave de la trama.
Durante muchos años se pensó que Joseph Merrick, conocido como el Hombre Elefante, había padecido neurofibromatosis tipo 1 (NF1). En 1986, los genetistas Tibbles y Cohen conjeturaron que Merrick sufría de Síndrome de Proteus, una condición mucho más rara.
Un libro importante que influyó en la cultura popular y que moldeó malentendidos sobre esta patología es la novela Nuestra Señora de París de Victor Hugo, publicada en 1831, ya que algunos asumen que el hombre que inspiró la creación del protagonista, Quasimodo, tenía neurofibromatosis.